# NGC 5504B
NGC 5504B في الفهرس العام الجديد، هي مجرة، تقع في كوكبة العواء. اكتشفت بواسطة إدوارد ستيفان.

## روابط خارجية
- NGC 5504B على موقع ويكي سكاي: DSS2, SDSS, GALEX, IRAS, Hydrogen α, X-Ray, Astrophoto, Sky Map, Articles and images